# Ahvenjärvi (sjö i Enare, Lappland, Finland)
Ahvenjärvi eller Ahvenjärvet är sjöar i Finland. De ligger i kommunen Enare i landskapet Lappland, i den norra delen av landet, 900 km norr om huvudstaden Helsingfors. Ahvenjärvi ligger 301 meter över havet. Omgivningarna runt Ahvenjärvi är i huvudsak ett öppet busklandskap. Arean är 12,3 hektar och strandlinjen är 3,95 kilometer lång. Sjön  ingår i Pasvik älvs huvudavrinningsområde. 